# Riverton (Wyoming)
Riverton  ist eine Stadt (City) im Fremont County im US-Bundesstaat Wyoming. Das U.S. Census Bureau hat bei der Volkszählung 2020 eine Einwohnerzahl von 10.682 ermittelt.
Der Ort liegt am Wind River in der Wind River Indian Reservation im Shoshone National Forest nahe der Fitzpatrick Wilderness. 1830 fand hier eines der damals jährlich stattfindenden Pelzhandel-Rendezvous statt.
Seit 1907 besteht das Riverton Railroad Depot, ein Empfangsgebäude der Chicago and North Western Railway an dessen westlichstem Streckenabschnitt zwischen Casper und Lander. Das Teilstück von Riverton nach Lander wurde 1972 stillgelegt und der verbliebene Bahnverkehr von Shoshoni nach Riverton im Jahr 1988 eingestellt.

## Persönlichkeiten
- Nick Bebout (* 1951), Footballspieler
- Lance Deal (* 1961), Hammerwerfer
- Ashlynn Yennie (* 1985), Schauspielerin